# Richard Loren Mosher
Richard Loren Mosher (3 de septiembre de 1933, Monterey - 10 de julio de 2004, Berlín) fue un psiquiatra norteamericano experto en esquizofrenia , enfermedad para la cual buscó siempre tratamientos alternativos. Fue jefe del Centro para el Estudio de la esquizofrenia desde 1968 hasta 1980, pero fue despedido del Instituto Nacional de Salud Mental, y más tarde renunció a la Asociación Psiquiátrica Americana  en 1998, por no estar de acuerdo con la práctica psiquiátrica vigente y la influencia de las compañías farmacéuticas.